# Buchener Platte
Als Buchener Platte wird ein Teil des Naturraums Bauland im Nordosten Baden-Württembergs bezeichnet, in dessen Gebiet sich der namengebende Ort Buchen befindet. Die Buchener Platte weist als naturräumliche Einheit Nr. 128.7 der Haupteinheitengruppe Neckar- und Tauber-Gäuplatten keine weitere Untergliederungseinheit in zweiter Nachkommastelle auf.
Bei der Buchener Platte handelt es sich um eine Denudationsfläche im Mittleren Muschelkalk. Die Nebenflüsse der Seckach haben dort weite Talmulden geschaffen, die vorwiegend ackerbaulich genutzt werden.

## Naturräumliche Gliederung
Die Buchener Platte ist folgender Teil des Naturraums Bauland der Haupteinheitengruppe Neckar- und Tauber-Gäuplatten:
- (zu 12 Neckar- und Tauber-Gäuplatten)
  - 128 Bauland
    - 128.1 Neckarelzer Tal
    - 128.2 Brunnenwald
    - 128.3 Schefflenzgäu
    - 128.4 Waidach
    - 128.5 Mittleres Bauland
      - 128.50 Seckach-Kirnau-Platten
      - 128.51 Kessachplatten
      - 128.52 Stöckig

    - 128.6 Östliches Bauland
    - 128.7 Buchener Platte
    - 128.8 Naturräumliche Einheit 128.8 (ohne Namen)
      - 128.80 Nördliches Bauland
      - 128.81 Wolferstetten-Eiersheimer Höhe
      - 128.82 Buch am Ahorn